# Piazza Vodnik
Piazza Vodnik (in sloveno Vodnikov trg) è una piazza della città di Lubiana, è situata nell'area vicino al ponte dei Draghi e vicino al Triplo ponte.

## Storia
Prende il nome da Valentin Vodnik un sacerdote, giornalista e poeta sloveno del periodo tardo illuminismo. 
Nella piazza è stato eretto un monumento in suo onore, scolpito da Alojzij Gangl e inaugurato nel 1889. Dall'altra parte della strada dal monumento c'è un sentiero che conduce al castello.
Nel 1895, quando un terremoto distrusse gran parte di un antico monastero contenente collegio diocesano la piazza divenne sede di un mercato all'aperto: il mercato Centrale di Lubiana.

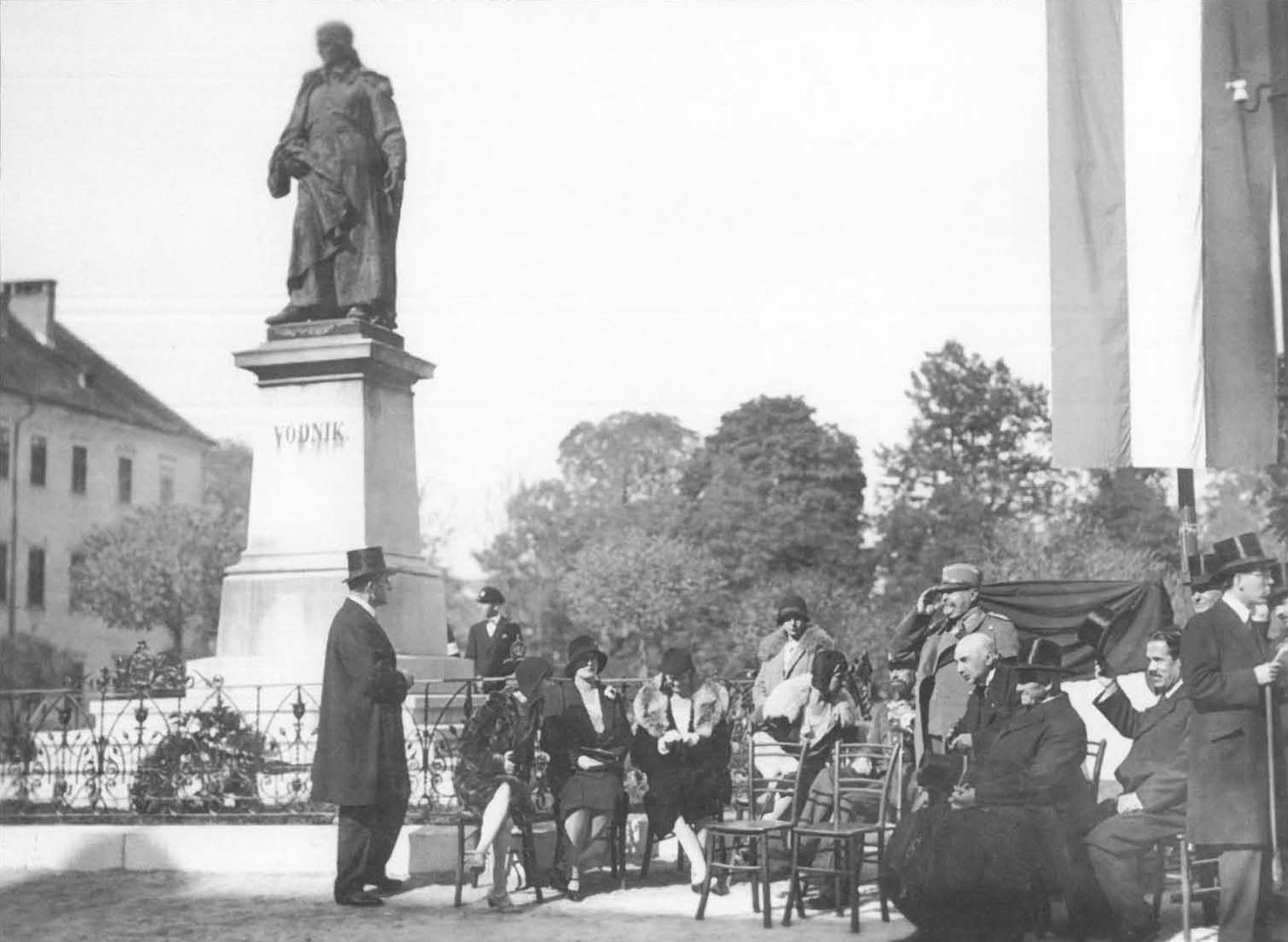
Il monumento a Vodnik